# فيليب كراستيف
فيليب كراستيف (بالبلغارية: Филип Кръстев)‏ هو لاعب كرة قدم بلغاري في مركز الوسط، ولد في 15 أكتوبر 2001 في صوفيا في بلغاريا. لعب مع سلافيا صوفيا ولوميل يونايتد.

## وصلات خارجية
- فيليب كراستيف على موقع الاتحاد الأوربي (الإنجليزية)
- فيليب كراستيف على موقع الدوري الأمريكي (الإنجليزية)
- فيليب كراستيف على موقع قاعدة بيانات كرة القدم.إي يو (الإنجليزية)
- فيليب كراستيف على موقع ليكيب (الفرنسية)
- فيليب كراستيف على موقع ناشيونال فوتبول تيمز (الإنجليزية)
- فيليب كراستيف على موقع Soccerway.com (الإنجليزية)